# Hubert Beuve-Méry
Hubert Beuve-Méry (Paris, 5 de janeiro de 1902 – Fontainebleau, 6 de agosto de 1989) foi um jornalista francês, fundador do diário Le Monde e do mensal Le Monde diplomatique.

## Carreira
Antes da Segunda Guerra Mundial, esteve associado ao regime de Vichy até dezembro de 1942, quando ingressou na Resistência. Em 1944, fundou o Le Monde a mando de Charles de Gaulle. Após a libertação da França, Beuve-Méry construiu o Le Monde a partir das ruínas do Le Temps, usando seus escritórios, impressoras, cabeçalho e funcionários que não haviam colaborado com os alemães.
Ele se aposentou de seu cargo de editor em 1969, mas manteve um escritório no edifício Le Monde, até sua morte aos 87 anos em sua casa em Fontainebleau, perto de Paris.

## Publicações
- Vers la plus grande Allemagne, Paris, Hartmann, 1939
- Réflexions politiques 1932-1952, Le Seuil, 1951
- Le Suicide de la IVe République, Les éditions du Cerf, 1958
- Onze Ans de règne (1958-1969), Flammarion, 1974